# Против Афоба вторая
«Против Афоба вторая» (др.-греч. κατὰ Ἀφόβου Ἐπιτροπῆς В) — судебная речь древнегреческого оратора Демосфена, сохранившаяся в составе «демосфеновского корпуса» под номером XXVIII, вторая из трёх речей против Афоба. Была произнесена в 364 или 363 году до н. э., вскоре после того, как Демосфен достиг совершеннолетия и стал полноправным гражданином Афин. Оратор вчинил одному из трёх своих опекунов иск на 10 талантов — треть имущества, которое он должен был получить при вступлении в наследственные права, по его собственным подсчётам. После первой обвинительной речи Афоб попытался оправдаться, и вторая речь Демосфена — ответ на возражения бывшего опекуна.